# Highly Suspect
Highly Suspect ist eine amerikanische Rockband mit Einflüssen aus dem Hard Rock sowie Bluesrock und wurde am 26. Februar 2009 in Cape Cod, Massachusetts von den Zwillingen Rich und Ryan Meyer und deren besten Freund Johnny Stevens gegründet. Ihr erstes Studioalbum, Mister Asylum, das 2016 für den Grammy-Award für das beste Rock-Album nominiert wurde, veröffentlichte das Trio am 17. Juli 2015. Dieses enthält auch die Single Lydia, welche in der Kategorie Bester Rocksong ebenfalls nominiert wurde. Ihr zweites Studioalbum, The Boy Who Died Wolf, erschien am 18. November 2016.

## Geschichte
Rich, Ryan und Johnny besuchten die Dennis-Yarmouth Regional High School. Bevor sie 2009 damit begannen, eigene Songs zu schreiben und mit Bands wie Deftones, Chevelle, Halestorm, Catfish and the Bottlemen und Scott Weiland auf Tour gingen, spielten sie als Coverband in lokalen Bars und Kneipen rund um Cape Cod.
Sie veröffentlichten zwischen 2009 und 2013 die vier EPs First Offense, The Gang Lion, The Worst Humans und Black Ocean sowie im Jahre 2011 die Single Kollektion Highly Suspect mit 14, teilweise bereits auf früheren EPs veröffentlichten, jedoch neu aufgenommenen Stücken.
Ihr erstes Studioalbum, Mister Asylum, erschien am 17. Juli 2015 unter dem Label 300 Entertainment. Ihre erste Single des Albums, Lydia, erreichte unter anderem Platz 4 der amerikanischen Billboard Mainstream Rock Songs. Das Musikvideo der Single hatte am 25. Juni 2015 seine Premiere auf MTV. Die zweite Single des Albums, Bloodfeather, erschien im  November und erreichte Platz 5 der amerikanischen Billboard Mainstream Rock Songs.
Ihr zweites Studioalbum, The Boy Who Died Wolf, erschien am 18. November 2016. Nach der Veröffentlichung der ersten Single des Albums, Serotonia, Anfang 2016, erschien am 7. September 2016 die zweite Single mit Namen My Name Is Human. Die dritte und vierte Single des Albums Little One und Wolf erschienen am 28. Oktober bzw. 11. November 2016.
Am 6. Dezember 2016 wurde bekannt, dass My Name Is Human bei den 59. Grammy Awards 2017 zum besten Rocksong nominiert wurde.
Am 16. Juli 2017 gab die Band bekannt, an ihrem dritten Studioalbum zu arbeiten, das MCID heißt und dessen Erscheinen für den 1. November angekündigt ist. Es enthält Gastauftritte von Young Thug sowie Tee Grizzle und zeigt Einflüsse von Hip-Hop.
Ihr aktueller Wohnort ist Brooklyn, New York City.

## Diskografie

### Studioalben
| Jahr | Titel Musiklabel                         | Höchstplatzierung, Gesamtwochen, AuszeichnungChartsChartplatzierungen (Jahr, Titel, Musiklabel, Platzierungen, Wochen, Auszeichnungen, Anmerkungen) | Anmerkungen                             |
| Jahr | Titel Musiklabel                         | US | Anmerkungen                             |
| ---- | ---------------------------------------- | --- | --------------------------------------- |
| 2015 | Mister Asylum 300 Entertainment          | US56 (1 Wo.)US | Erstveröffentlichung: 17. Juli 2015     |
| 2016 | The Boy Who Died Wolf 300 Entertainment  | US28 (1 Wo.)US | Erstveröffentlichung: 18. November 2016 |
| 2019 | MCID 300 Entertainment                   | US79 (1 Wo.)US | Erstveröffentlichung: 1. November 2019  |
| 2023 | The Midnight Demon Club Roadrunner/FRSKT | — | Erstveröffentlichung: 9. September 2023 |
| 2024 | As Above, So Below Roadrunner/FRSKT      | — | Erstveröffentlichung: 19. Juli 2024     |

### Kompilationen
- 2011: Highly Suspect

### EPs
- 2009: First Offense
- 2010: The Gang Lion EP
- 2012: The Worst Humans
- 2013: Black Ocean

### Singles
- 2015: Lydia (Mister Asylum, US: Gold)
- 2015: Bloodfeather (Mister Asylum)
- 2016: Serotonia (The Boy Who Died Wolf)
- 2016: My Name Is Human (The Boy Who Died Wolf, US: Gold)
- 2017: Little One (The Boy Who Died Wolf)
- 2017: Wolf (The Boy Who Died Wolf)

## Auszeichnungen für Musikverkäufe
| Goldene Schallplatte - Neuseeland - 2021: für das Album The Boy Who Died Wolf - 2024: für das Album MCID | Platin-Schallplatte - Neuseeland - 2021: für die Single My Name Is Human - 2021: für die Single Lydia |

Anmerkung: Auszeichnungen in Ländern aus den Charttabellen bzw. Chartboxen sind in ebendiesen zu finden.
| Land/RegionAuszeichnungen für Musikverkäufe (Land/Region, Auszeichnungen, Verkäufe, Quellen) | Gold     | Platin     | Verkäufe  | Quellen          |
| -------------------------------------------------------------------------------------------- | -------- | ---------- | --------- | ---------------- |
| Neuseeland (RMNZ)                                                                            | 2× Gold2 | 2× Platin2 | 75.000    | radioscope.co.nz |
| Vereinigte Staaten (RIAA)                                                                    | 2× Gold2 | —          | 1.000.000 | riaa.com         |
| Insgesamt                                                                                    | 4× Gold4 | 2× Platin2 |           |                  |

## Auszeichnungen
| Jahr | Organisation                        | Titel            | Auszeichnung         | Ergebnis  |
| ---- | ----------------------------------- | ---------------- | -------------------- | --------- |
| 2016 | Grammy Awards 2016                  | Lydia            | Bester Rock Song     | nominiert |
| 2016 | Grammy Awards 2016                  | Mister Asylum    | Bestes Rock Album    | nominiert |
| 2017 | Grammy Awards 2017                  | My Name Is Human | Bester Rock Song     | nominiert |
| 2017 | Alternative Press Music Awards 2017 | Highly Suspect   | Beste Hard-Rock-Band | nominiert |
| 2017 | Alternative Press Music Awards 2017 | Bloodfeather     | Bestes Musikvideo    | nominiert |